# 野田茂政
野田 茂政（のだ しげまさ、生没年不詳）とは明治時代の東京の地本問屋、

## 来歴
明治13年（1880年）のころに東京府下谷区下谷坂本町2丁目8番地において地本問屋を営業している。主に3代目歌川広重の錦絵を出版している。

## 作品
- 3代目歌川広重 「東京名所之内九段坂上靖国神社之図」 大判3枚続 錦絵 明治13年
- 3代目歌川広重 「東京名所之内上野公園地桜花盛之景」 大判3枚続 錦絵 明治13年